# Adelodrilus cooki
Adelodrilus cooki is een ringworm uit de familie van de Tubificidae. De wetenschappelijke naam van de soort is voor het eerst geldig gepubliceerd in 1978 door Erséus.